# 劉人熙
劉人熙（1844年—1919年），字艮生，号蔚庐。湖南省長沙府瀏陽縣人，清末政治人物。

## 生平
出身商人家庭。少年入长沙城南书院求学。同治三年（1864年）入泮，同治六年（1867年）中式湖南乡试第一名举人（解元）。光緒三年（1877年），参加丁丑科殿試，登進士二甲第18名。同年五月，分部學習。签分工部主事。光绪八年（1882年）母丧丁忧去职。服阙复任工部。光绪十五年（1889年）成为河南总督许振祥幕僚，历七年。光绪二十一年（1895年）任河南许州知州。光绪二十五年（1899年）暂署光州知州。